# 日本ブギ
「日本ブギ」（にっぽんブギ）は、男性アイドルグループ・忍者による9枚目のシングル。1993年6月23日発売。

## 概要
秋元康が最後に手がけたシングル。忍者見聞録に収録されたPVでは翌月にシングルHarapekoと同時発売された日本一に収録された音源を一部編集して収録している。

## 収録曲
1. 日本ブギ
  - 作詞：秋元康 / 作曲：都志見隆 / 編曲：岩崎文紀

各メンバーによるソロパートやラップ、都々逸とバラエティーに富んでいる。
2. バトルチャレンジャー
  - 作詞：秋元康 / 作曲：林哲司 / 編曲：船山基紀

Vシネマ『バトル・チャレンジャー/激走』主題歌